# Ubaye
L'Ubaye (in occitano e Italiano Ubaia) è un fiume francese che sviluppa il suo percorso nella valle omonima.
Nasce nei pressi della frontiera italo-francese, presso il colle del Longet, nelle Alpi del Monviso, ed ha una lunghezza di circa 80 chilometri. Scorre da nord-est verso sud-ovest fino al comune di Jausiers, dove inizia a dirigersi verso ovest fino a confluire nella Durance, nei pressi del lago di Serre-Ponçon. Il suo principale affluente è l'Ubayette che nasce dal lago di Lauzanier. Il suo regime è torrentizio con grandi portate alla fine della primavera ed in autunno e con piccole portate in estate e soprattutto in inverno.
Non avendo alcuna diga lungo il suo percorso, l'Ubaye è un fiume ideale per la pratica degli sport di acqua corrente come il rafting oppure il kayak. Con 50 rapide e 9 percorsi fattibili, è certamente possibile scoprire questo fiume in un modo originale ed in tutta originalità, se si hanno le esperienze e conoscenze necessarie.